# Argiope extensa
Argiope extensa là một loài nhện trong họ Araneidae.
Loài này thuộc chi Argiope. Argiope extensa được William Joseph Rainbow miêu tả năm 1897.